# Bryopolia centralasiae
Bryopolia centralasiae là một loài bướm đêm trong họ Noctuidae.